# 西山賢一
西山 賢一（にしやま けんいち、1943年 - ）は、日本の経済学者。帝京大学教授、埼玉大学教授などを歴任。5年間の理論化学の研究の後、10年余りの理論生物学の研究から経済学に移った。専門は複雑系の経済学、経済情報学、文化生態学。

## 略歴
- 1943年 - 新潟県三条市生まれ
- 1962年 - 新潟県立三条高等学校卒業
- 1966年 - 京都大学理学部卒業
- 1968年 - 京都大学大学院理学研究科博士前期課程修了
- 1972年 - 京都大学大学院理学研究科博士後期課程修了、理学博士[1]
- 1971年 - 九州大学理学部助手
- 1977年 - 東京大学薬学部助手
- 1980年 - 東京大学薬学部専任講師
- 1981年 - 帝京大学経済学部教授
- 1989年 - 国際大学教授
- 1993年 - 埼玉大学経済学部教授
- 2007年 - 埼玉大学を定年退官。上武大学経営情報学部教授。
- 2009年 - 埼玉大学名誉教授
- 2010年 - 2017年3月 埼玉学園大学大学院（経営学研究科）教授

## 著書

### 単著
- 『企業の適応戦略』中公新書、1985年
- 『勝つためのゲームの理論　―適応戦略とは何か』講談社ブルーバックス、1986年
- 『文化生態学入門』批評社、1992年
- 『文化生態学の冒険』批評社、1994年
- 『ニッチを求めて』批評社、1994年
- 『免疫ネットワークの時代　―複雑系で読む現代』NHKブックス、日本放送出版協会、1995年
- 『複雑系としての経済』日本放送出版協会、1997年
- 『「複雑系」で、不可解な世の中を解く』ごま書房、1997年
- 『次代を拓く複雑系思考のヒント』日本実業出版社、1999年
- 『文化生態学入門—複雑系の適応戦略  増補新装版』批評社、1999年
- 『文化生態学の世界—文化を持った生物としての私たち』批評社、2002年
- 『方法としての生命体科学—生き延びるための理論 (文化生態学叢書)』批評社、2003年

### 共著
- 『複雑系の経済学』、ダイヤモンド社、1997年
- 『技術パラダイムの経済学』、多賀出版、1997年
- 『経済・経営系学生のためのエクセル入門』大月書店、1998年
- 『 生命の知恵・ビジネスの知恵 (丸善ライブラリー)』丸善、2000年